# لیو لیزا فریس
لیو لیزا فریس (آلمانی: Liv Lisa Fries؛ زادهٔ ۳۱ اکتبر ۱۹۹۰) هنرپیشه اهل آلمان است. وی از سال ۲۰۰۵ میلادی تاکنون مشغول فعالیت بوده‌است.
از فیلم‌ها یا برنامه‌های تلویزیونی که وی در آن نقش داشته‌است می‌توان به موج، همتا و بابیلون برلین اشاره کرد.